# Lophocampa
Lophocampa é um gênero de traça pertencente à família Arctiidae.